# La stagione delle conserve
La stagione delle conserve è un libro della scrittrice Polly Horvath scritto tutto al femminile che parla di affetti negati e affetti ritrovati.

## Trama
Ratchet passerà l'estate con due vecchie prozie, Tilly e Penpen, che nemmeno conosce, nei solitari boschi del Maine: è una prospettiva ben poco allettante per una ragazzina. L'idea di allontanarsi da casa per una vacanza in un posto simile la spaventa. Ma quando conosce le arzille vecchiette, conosciute come le signore delle conserve, la sua opinione a poco a poco cambia. Tilly e Penpen, che passano il loro tempo a preparare marmellate di mirtillo e a raccontare storie raccapriccianti, sono sempre pronte ad accogliere chiunque bussi alla loro porta. E il giorno che si presenta una donna con una bambina, chiedendo informazioni...

## Edizioni
- Polly Horvath, La stagione delle conserve, traduzione di Mathilde Bonetti, collana Romanzi e racconti, Arnoldo Mondadori Editore, 2004.